# Guldbaggegalan 2003
Den 38:e Guldbaggegalan, som belönade svenska filmer från 2002, sändes från Cirkus, Stockholm den 3 februari 2003.

## Vinnare och nominerade
| Bästa film | Bästa regi |
| --- | --- |
| - Lilja 4-ever – Lars Jönsson - Alla älskar Alice – Peter Possne - Grabben i graven bredvid – Börje Hansson och Charlotta Denward | - Lukas Moodysson – Lilja 4-ever - Ulf Malmros – Bäst i Sverige! - Kjell Sundvall – Grabben i graven bredvid     |
| Bästa manliga huvudroll | Bästa kvinnliga huvudroll                                                                                        |
| - Michael Nyqvist – Grabben i graven bredvid - Mikael Persbrandt – Alla älskar Alice - Artyom Bogucharskiy – Lilja 4-ever         | - Oksana Akinshina – Lilja 4-ever - Elisabet Carlsson – Grabben i graven bredvid - Tuva Novotny – Den osynlige   |
| Bästa manliga biroll | Bästa kvinnliga biroll                                                                                           |
| - Göran Ragnerstam – Suxxess - Alexander Skarsgård – Hundtricket - Lennart Jähkel – Suxxess                                       | - Cecilia Frode – Klassfesten - Marie Göranzon – Alla älskar Alice - Gunilla Röör – Beck – Sista vittnet         |
| Bästa manuskript | Bästa foto |
| - Lukas Moodysson – Lilja 4-ever - Peter Birro – Bäst i Sverige! - Sara Heldt – Grabben i graven bredvid                          | - Ulf Brantås – Lilja 4-ever - Lars Crépin – Alla älskar Alice - John Christian Rosenlund – Beck – Sista vittnet |
| Bästa dokumentärfilm | Bästa kortfilm                                                                                                   |
| - Muraren – Stefan Jarl - Boogie Woogie Pappa – Erik Bäfving - Gömd – David Aronowitsch, Hanna Heilborn och Mats Johansson        | - Viktor och hans bröder – Mårten Klingberg - En kärleksaffär – Jörgen Bergmark - Malcolm – Baker Karim          |
| Bästa prestation ljud | Bästa prestation bild                                                                                            |
| - Johan Söderberg, för musiken och sångkompositonen i Tokyo Noise                                                                 | - Jan Olof Ågren, för scenografin i Den osynlige                                                                 |
| Bästa utländska film | Hedersguldbaggen                                                                                                 |
| - Mannen utan minne – Aki Kaurismäki - Tala med henne – Pedro Almodóvar - The Royal Tenenbaums – Wes Anderson                     | - Gunnar Fischer, filmfotograf, regissör och författare                                                          |
| Ingmar Bergman-priset | |
| - Vilgot Sjöman för hans "strid mot reklamteveföretag för hindra dessa att avbryta sända spelfilmer genom reklamavbrott"          | |